# Вила Равне
Вила Равне позната и као Титова или Лекина вила, налази се на Равнима на Фрушкој гори, удаљена од беочинског села Свилош шест километара.
Вилу је саградила илочка племићка породица Одескалски (Odescalchi) на размеђи 19. и 20. века, а онда је на име дуга дао мађарском грофу Котеку. Током времена она је мењала власнике, да би на крају, после Другог светског рата, била национализована и данас је у власништву Владе АП Војводине. Вила има велики салон, библиотеку, три собе за спавање са купатилима и кухињски део. У непосредној билизини виле је кућа за послугу, са накнадно саграђеном пекаром и роштиљем.
Вилу је понекад користио високи државни функционер Александар Ранковић Лека, највише за лов. Током седамдесетих вила је преуређивана за потребе Јосипа Броза Тита, али он ју је само једном прилком 1976. године на кратко посетио.
Прелепу ливаду у склопу поседа користи Национални парк Фрушка гора за реинтродукцију европског јелена (Cervus elaphus, L).